# Kannahatti, Mandya
Kannahatti là một làng thuộc tehsil Mandya, huyện Mandya, bang Karnataka, Ấn Độ.